# Eleições gerais na Espanha em 1986
As eleições gerais na Espanha de 1986 foram disputadas a 22 de Junho e, serviram para eleger os 350 deputados para o Congresso dos Deputados.
Os resultados deram nova vitória e renovação da maioria absoluta, conseguida em 1982, ao PSOE e ao seu líder, Felipe González, ao conquistar 44,1% dos votos e 184 deputados, apesar de, ter caído 4% e perdido 18 deputados em relação a 1982.
O principal partido da oposição, a Aliança Popular de Manuel Fraga Iribarne, obteve um resultado decepcionante, caindo para os 26% e 105 deputados, uma perda de 0,4% e de 2 deputados quando comparado com 1982. Estes resultados originaram uma grave crise interna dentro da AP, que, levou à demissão de Manuel Fraga Iribarne, como líder do partido.
A grande surpresa destas eleições foi o Centro Democrático e Social de Adolfo Suárez, ao conquistar 9,2% e 17 deputados, um aumento de 6,3% e 15 deputados, comparado com 1982. Este permitiu ao CDS estabelecer-se como terceira força política e, ameaçar o posto da AP como principal partido da oposição.
Por fim, destacar o aparecimento da Esquerda Unida, coligação liderada pelo Partido Comunista de Espanha, que obteve 4,6% dos votos e 7 deputados, tendo assim um ligeiro aumento de votos e deputados, quando comparado com os resultados do PCE em 1982.

## Resultados oficiais
| Partido                 | Partido                              | Votos      | %               | +/-   | Deputados | +/-   |
| ----------------------- | ------------------------------------ | ---------- | --------------- | ----- | --------- | ----- |
|                         | Partido Socialista Operário Espanhol | 8 901 178  | 44,06 / 100,00  | 4,05  | 184 / 350 | 18    |
|                         | Coligação Popular (AP-PDP-PL)        | 5 247 677  | 25,97 / 100,00  | 0,39  | 105 / 350 | 2     |
|                         | Centro Democrático e Social          | 1 861 912  | 9,22 / 100,00   | 6,35  | 19 / 350  | 17    |
|                         | Convergência e União                 | 1 014 258  | 5,02 / 100,00   | 1,35  | 18 / 350  | 6     |
|                         | Esquerda Unida                       | 935 504    | 4,63 / 100,00   | 0,61  | 7 / 350   | 3     |
|                         | Partido Nacionalista Basco           | 309 610    | 1,53 / 100,00   | 0,35  | 6 / 350   | 2     |
|                         | Herri Batasuna                       | 231 722    | 1,15 / 100,00   | 0,15  | 5 / 350   | 3     |
|                         | Mesa pela Unidade dos Comunistas     | 229 695    | 1,14 / 100,00   | Novo  | 0 / 350   | Novo  |
|                         | Esquerda Basca                       | 107 053    | 0,53 / 100,00   | 0,05  | 2 / 350   | 1     |
|                         | Coligação Galega                     | 79 972     | 0,40 / 100,00   | Novo  | 1 / 350   | Novo  |
|                         | Partido Aragonês                     | 73 004     | 0,36 / 100,00   | -     | 1 / 350   | -     |
|                         | Grupos Independentes das Canárias    | 65 664     | 0,33 / 100,00   | Novo  | 1 / 350   | Novo  |
|                         | União Valenciana                     | 64 403     | 0,32 / 100,00   | Novo  | 1 / 350   | Novo  |
|                         | Outros                               | 960 081    | 3,17 / 100,00   |       | 0 / 350   |       |
| Votos Inválidos         | Votos Inválidos                      | 443 125    | 2,17 / 100,00   | 0,25  |           |       |
| Total                   | Total                                | 20 524 858 | 100,00 / 100,00 |       | 350 / 350 |       |
| Eleitorado/Participação | Eleitorado/Participação              | 29 117 613 | 70,49 / 100,00  | 9,48  |           |       |
| Fonte                   | Fonte                                | [ 8 ]      | [ 8 ]           | [ 8 ] | [ 8 ]     | [ 8 ] |

## Resultados por comunidades autónomas
| Região          | %    | D    | %    | D   | %    | D   | %    | D   | %   | D  | %    | D   | %    | D  | %   | D  | %   | D  | %    | D   | %   | D   | %   | D  | D   | Votantes   |
| Região          | PSOE | PSOE | CP   | CP  | CDS  | CDS | CiU  | CiU | IU  | IU | PNV  | PNV | HB   | HB | EE  | EE | CG  | CG | PAR  | PAR | GIC | GIC | UV  | UV | D   | Votantes   |
| --------------- | ---- | ---- | ---- | --- | ---- | --- | ---- | --- | --- | -- | ---- | --- | ---- | -- | --- | -- | --- | -- | ---- | --- | --- | --- | --- | -- | --- | ---------- |
| Andaluzia       | 57,1 | 42   | 22,7 | 15  | 5,6  | -   | -    | -   | 8,1 | 3  | -    | -   | -    | -  | -   | -  | -   | -  | -    | -   | -   | -   | -   | -  | 60  | 3 417 267  |
| Aragão          | 43,4 | 8    | 26,2 | 4   | 11,2 | 1   | -    | -   | 3,4 | -  | -    | -   | -    | -  | -   | -  | -   | -  | 11,0 | 1   | -   | -   | -   | -  | 14  | 676 754    |
| Astúrias        | 46,0 | 5    | 27,2 | 2   | 13,2 | 1   | -    | -   | 9,2 | 1  | -    | -   | -    | -  | -   | -  | -   | -  | -    | -   | -   | -   | -   | -  | 9   | 617 444    |
| Baleares        | 40,3 | 3    | 34,3 | 3   | 11,3 | -   | -    | -   | 2,3 | -  | -    | -   | -    | -  | -   | -  | -   | -  | -    | -   | -   | -   | -   | -  | 6   | 348 648    |
| Canárias        | 36,1 | 6    | 23,3 | 3   | 16,9 | 3   | -    | -   | 4,3 | -  | -    | -   | -    | -  | -   | -  | -   | -  | -    | -   | 9,8 | 1   | -   | -  | 13  | 682 652    |
| Cantábria       | 44,3 | 3    | 34,1 | 2   | 13,0 | -   | -    | -   | 3,1 | -  | -    | -   | -    | -  | -   | -  | -   | -  | -    | -   | -   | -   | -   | -  | 5   | 297 228    |
| Castela e Leão  | 38,8 | 16   | 35,8 | 14  | 17,5 | 4   | -    | -   | 2,5 | -  | -    | -   | -    | -  | -   | -  | -   | -  | -    | -   | -   | -   | -   | -  | 34  | 1 507 111  |
| Castela-Mancha  | 47,8 | 12   | 34,8 | 8   | 9,7  | -   | -    | -   | 4,1 | -  | -    | -   | -    | -  | -   | -  | -   | -  | -    | -   | -   | -   | -   | -  | 20  | 971 456    |
| Catalunha       | 41,0 | 21   | 11,4 | 6   | 4,1  | 1   | 32,0 | 18  | 3,9 | 1  | -    | -   | -    | -  | -   | -  | -   | -  | -    | -   | -   | -   | -   | -  | 47  | 3 196 997  |
| Ceuta           | 45,2 | 1    | 36,3 | -   | 8,0  | -   | -    | -   | 1,5 | -  | -    | -   | -    | -  | -   | -  | -   | -  | -    | -   | -   | -   | -   | -  | 1   | 24 510     |
| Com. Valenciana | 47,5 | 18   | 28,8 | 10  | 8,8  | 2   | -    | -   | 4,7 | -  | -    | -   | -    | -  | -   | -  | -   | -  | -    | -   | -   | -   | 3,1 | 1  | 31  | 2 137 984  |
| Estremadura     | 55,9 | 7    | 26,7 | 4   | 8,0  | -   | -    | -   | 3,9 | -  | -    | -   | -    | -  | -   | -  | -   | -  | -    | -   | -   | -   | -   | -  | 11  | 609 990    |
| Galiza          | 35,8 | 11   | 39,2 | 13  | 8,6  | 2   | -    | -   | 1,1 | -  | -    | -   | -    | -  | -   | -  | 6,2 | 1  | -    | -   | -   | -   | -   | -  | 27  | 1 299 682  |
| Madrid          | 40,8 | 15   | 32,0 | 11  | 13,9 | 5   | -    | -   | 6,0 | 2  | -    | -   | -    | -  | -   | -  | -   | -  | -    | -   | -   | -   | -   | -  | 33  | 2 629 406  |
| Melilha         | 35,7 | -    | 45,9 | 1   | 11,2 | -   | -    | -   | 2,8 | -  | -    | -   | -    | -  | -   | -  | -   | -  | -    | -   | -   | -   | -   | -  | 1   | 19 993     |
| Múrcia          | 48,9 | 5    | 34,3 | 3   | 8,3  | -   | -    | -   | 4,5 | -  | -    | -   | -    | -  | -   | -  | -   | -  | -    | -   | -   | -   | -   | -  | 8   | 544 323    |
| Navarra         | 35,5 | 2    | 29,6 | 2   | 9,6  | -   | -    | -   | 1,6 | -  | 1,8  | -   | 13,9 | 1  | -   | -  | -   | -  | -    | -   | -   | -   | -   | -  | 5   | 278 681    |
| País Basco      | 26,3 | 7    | 10,5 | 2   | 5,0  | -   | -    | -   | 1,3 | -  | 27,8 | 6   | 17,7 | 4  | 9,1 | 2  | -   | -  | -    | -   | -   | -   | -   | -  | 21  | 1 113 436  |
| La Rioja        | 43,9 | 2    | 39,2 | 2   | 10,1 | -   | -    | -   | 2,0 | -  | -    | -   | -    | -  | -   | -  | -   | -  | -    | -   | -   | -   | -   | -  | 4   | 151 296    |
| Espanha         | 44,1 | 184  | 26,0 | 105 | 9,2  | 17  | 5,0  | 15  | 4,6 | 7  | 1,5  | 6   | 1,2  | 5  | 0,5 | 2  | 0,4 | 1  | 0,4  | 1   | 0,3 | 1   | 0,3 | 1  | 350 | 20 524 858 |

### Andaluzia
| Partido                 | Partido                              | Votos     | %               | +/-  | Deputados | +/-     |
| ----------------------- | ------------------------------------ | --------- | --------------- | ---- | --------- | ------- |
|                         | Partido Socialista Operário Espanhol | 1 923 891 | 57,07 / 100,00  | 3,38 | 42 / 60   | 1       |
|                         | Coligação Popular (AP-PDP-PL)        | 764 732   | 22,68 / 100,00  | 0,51 | 15 / 60   | Estável |
|                         | Esquerda Unida                       | 273 008   | 8,10 / 100,00   | 1,91 | 3 / 60    | 2       |
|                         | Centro Democrático e Social          | 190 148   | 5,64 / 100,00   | 4,34 | 0 / 60    | Estável |
|                         | Partido Andaluz                      | 94 008    | 2,79 / 100,00   | 0,53 | 0 / 60    | Estável |
|                         | Mesa pela Unidade dos Comunistas     | 37 668    | 1,12 / 100,00   | Novo | 0 / 60    | Novo    |
|                         | Outros                               | 72 889    | 2,15 / 100,00   |      | 0 / 60    |         |
| Votos Inválidos         | Votos Inválidos                      | 60 913    | 1,79 / 100,00   | 0,06 |           |         |
| Total                   | Total                                | 3 417 267 | 100,00 / 100,00 |      | 60 / 60   | 1       |
| Eleitorado/Participação | Eleitorado/Participação              | 4 828 872 | 70,77 / 100,00  | 7,98 |           |         |

### Aragão
| Partido                 | Partido                              | Votos   | %               | +/-   | Deputados | +/-     |
| ----------------------- | ------------------------------------ | ------- | --------------- | ----- | --------- | ------- |
|                         | Partido Socialista Operário Espanhol | 287 809 | 43,43 / 100,00  | 5,98  | 8 / 14    | 1       |
|                         | Coligação Popular (AP-PDP-PL)        | 173 261 | 26,15 / 100,00  | 4,62  | 4 / 14    | 1       |
|                         | Centro Democrático e Social          | 74 104  | 11,18 / 100,00  | 6,93  | 1 / 14    | 1       |
|                         | Partido Aragonês                     | 73 004  | 11,02 / 100,00  | -     | 1 / 14    | -       |
|                         | Esquerda Unida                       | 22 488  | 3,39 / 100,00   | 0,50  | 0 / 14    | Estável |
|                         | Mesa pela Unidade dos Comunistas     | 8 629   | 1,30 / 100,00   | Novo  | 0 / 14    | Novo    |
|                         | Partido Reformista Democrático       | 7 370   | 1,11 / 100,00   | Novo  | 0 / 14    | Novo    |
|                         | Outros                               | 10 665  | 1,61 / 100,00   |       | 0 / 14    |         |
| Votos Inválidos         | Votos Inválidos                      | 19 424  | 2,89 / 100,00   | 0,75  |           |         |
| Total                   | Total                                | 676 754 | 100,00 / 100,00 |       | 14 / 14   |         |
| Eleitorado/Participação | Eleitorado/Participação              | 958 774 | 70,59 / 100,00  | 11,83 |           |         |

### Astúrias
| Partido                 | Partido                              | Votos   | %               | +/-  | Deputados | +/-     |
| ----------------------- | ------------------------------------ | ------- | --------------- | ---- | --------- | ------- |
|                         | Partido Socialista Operário Espanhol | 278 946 | 45,99 / 100,00  | 6,14 | 5 / 9     | 1       |
|                         | Coligação Popular (AP-PDP-PL)        | 165 071 | 27,22 / 100,00  | 0,72 | 2 / 9     | 1       |
|                         | Centro Democrático e Social          | 79 788  | 13,16 / 100,00  | 8,85 | 1 / 9     | 1       |
|                         | Esquerda Unida                       | 55 881  | 9,21 / 100,00   | 1,07 | 1 / 9     | Estável |
|                         | Mesa pela Unidade dos Comunistas     | 9 607   | 1,58 / 100,00   | Novo | 0 / 9     | Novo    |
|                         | Outros                               | 13 744  | 2,27 / 100,00   |      | 0 / 9     |         |
| Votos Inválidos         | Votos Inválidos                      | 14 407  | 2,34 / 100,00   | 0,20 |           |         |
| Total                   | Total                                | 617 444 | 100,00 / 100,00 |      | 9 / 9     | 1       |
| Eleitorado/Participação | Eleitorado/Participação              | 910 447 | 67,82 / 100,00  | 9,78 |           |         |

### Baleares
| Partido                 | Partido                              | Votos   | %               | +/-   | Deputados | +/-     |
| ----------------------- | ------------------------------------ | ------- | --------------- | ----- | --------- | ------- |
|                         | Partido Socialista Operário Espanhol | 137 363 | 40,28 / 100,00  | 0,17  | 3 / 6     | Estável |
|                         | Coligação Popular (AP-PDP-PL)        | 117 007 | 34,31 / 100,00  | 3,40  | 3 / 6     | Estável |
|                         | Centro Democrático e Social          | 38 510  | 11,29 / 100,00  | 6,04  | 0 / 6     | Estável |
|                         | Partido Reformista Democrático       | 24 379  | 7,15 / 100,00   | Novo  | 0 / 6     | Novo    |
|                         | Esquerda Unida                       | 7 942   | 2,33 / 100,00   | 0,66  | 0 / 6     | Estável |
|                         | Partido Socialista de Maiorca        | 7 539   | 2,21 / 100,00   | 0,21  | 0 / 6     | Estável |
|                         | Outros                               | 5 864   | 1,71 / 100,00   |       | 0 / 6     |         |
| Votos Inválidos         | Votos Inválidos                      | 10 044  | 2,90 / 100,00   | 1,94  |           |         |
| Total                   | Total                                | 348 648 | 100,00 / 100,00 |       | 6 / 6     |         |
| Eleitorado/Participação | Eleitorado/Participação              | 528 122 | 66,02 / 100,00  | 13,72 |           |         |

### Canárias
| Partido                 | Partido                              | Votos   | %               | +/-   | Deputados | +/-     |
| ----------------------- | ------------------------------------ | ------- | --------------- | ----- | --------- | ------- |
|                         | Partido Socialista Operário Espanhol | 241 197 | 36,06 / 100,00  | 0,59  | 6 / 13    | 1       |
|                         | Coligação Popular (AP-PDP-PL)        | 155 819 | 23,30 / 100,00  | 3,60  | 3 / 13    | 1       |
|                         | Centro Democrático e Social          | 113 052 | 16,90 / 100,00  | 11,96 | 3 / 13    | 3       |
|                         | Grupos Independentes das Canárias    | 65 664  | 9,82 / 100,00   | Novo  | 1 / 13    | Novo    |
|                         | Assembleia Canária                   | 36 892  | 5,52 / 100,00   | 2,65  | 0 / 13    | Estável |
|                         | Esquerda Unida                       | 28 820  | 4,31 / 100,00   | -     | 0 / 13    | -       |
|                         | Partido Reformista Democrático       | 9 848   | 1,47 / 100,00   | Novo  | 0 / 13    | Novo    |
|                         | Outros                               | 15 021  | 2,17 / 100,00   |       | 0 / 13    |         |
| Votos Inválidos         | Votos Inválidos                      | 16 339  | 2,40 / 100,00   | 0,98  |           |         |
| Total                   | Total                                | 682 652 | 100,00 / 100,00 |       | 13 / 13   |         |
| Eleitorado/Participação | Eleitorado/Participação              | 999 725 | 68,28 / 100,00  | 7,72  |           |         |

### Cantábria
| Partido                 | Partido                              | Votos   | %               | +/-  | Deputados | +/-     |
| ----------------------- | ------------------------------------ | ------- | --------------- | ---- | --------- | ------- |
|                         | Partido Socialista Operário Espanhol | 129 041 | 44,33 / 100,00  | 0,67 | 3 / 5     | Estável |
|                         | Coligação Popular (AP-PDP-PL)        | 99 149  | 34,06 / 100,00  | 4,85 | 2 / 5     | Estável |
|                         | Centro Democrático e Social          | 37 710  | 12,96 / 100,00  | 7,90 | 0 / 5     | Estável |
|                         | Esquerda Unida                       | 8 997   | 3,09 / 100,00   | 0,02 | 0 / 5     | Estável |
|                         | Partido Reformista Democrático       | 3 866   | 1,33 / 100,00   | Novo | 0 / 5     | Novo    |
|                         | Mesa pela Unidade dos Comunistas     | 3 664   | 1,26 / 100,00   | Novo | 0 / 5     | Novo    |
|                         | Outros                               | 6 266   | 2,16 / 100,00   |      | 0 / 5     |         |
| Votos Inválidos         | Votos Inválidos                      | 8 535   | 2,88 / 100,00   | 0,68 |           |         |
| Total                   | Total                                | 297 228 | 100,00 / 100,00 |      | 5 / 5     |         |
| Eleitorado/Participação | Eleitorado/Participação              | 404 757 | 73,43 / 100,00  | 9,24 |           |         |

### Castela e Leão
| Partido                 | Partido                              | Votos     | %               | +/-   | Deputados | +/-     |
| ----------------------- | ------------------------------------ | --------- | --------------- | ----- | --------- | ------- |
|                         | Partido Socialista Operário Espanhol | 572 973   | 38,79 / 100,00  | 3,59  | 16 / 34   | 2       |
|                         | Coligação Popular (AP-PDP-PL)        | 529 077   | 35,82 / 100,00  | 1,26  | 14 / 34   | 1       |
|                         | Centro Democrático e Social          | 257 878   | 17,46 / 100,00  | 11,96 | 4 / 34    | 3       |
|                         | Esquerda Unida                       | 36 953    | 2,50 / 100,00   | 0,54  | 0 / 34    | Estável |
|                         | Partido Reformista Democrático       | 19 815    | 1,34 / 100,00   | Novo  | 0 / 34    | Novo    |
|                         | Mesa pela Unidade dos Comunistas     | 16 167    | 1,09 / 100,00   | Novo  | 0 / 34    | Novo    |
|                         | Outros                               | 30 827    | 2,10 / 100,00   |       | 0 / 34    |         |
| Votos Inválidos         | Votos Inválidos                      | 43 421    | 2,90 / 100,00   | 0,65  |           |         |
| Total                   | Total                                | 1 507 111 | 100,00 / 100,00 |       | 34 / 34   | 1       |
| Eleitorado/Participação | Eleitorado/Participação              | 2 070 030 | 72,81 / 100,00  | 7,85  |           |         |

### Castela-Mancha
| Partido                 | Partido                              | Votos     | %               | +/-  | Deputados | +/-     |
| ----------------------- | ------------------------------------ | --------- | --------------- | ---- | --------- | ------- |
|                         | Partido Socialista Operário Espanhol | 457 573   | 47,79 / 100,00  | 1,42 | 12 / 20   | 1       |
|                         | Coligação Popular (AP-PDP-PL)        | 333 322   | 34,81 / 100,00  | 3,56 | 8 / 20    | Estável |
|                         | Centro Democrático e Social          | 93 102    | 9,72 / 100,00   | 7,69 | 0 / 20    | Estável |
|                         | Esquerda Unida                       | 39 065    | 4,08 / 100,00   | 0,34 | 0 / 20    | Estável |
|                         | Outros                               | 28 519    | 2,98 / 100,00   |      | 0 / 20    |         |
| Votos Inválidos         | Votos Inválidos                      | 19 875    | 2,05 / 100,00   | 0,40 |           |         |
| Total                   | Total                                | 971 456   | 100,00 / 100,00 |      | 20 / 20   | 1       |
| Eleitorado/Participação | Eleitorado/Participação              | 1 293 735 | 75,09 / 100,00  | 9,02 |           |         |

### Catalunha
| Partido                 | Partido                              | Votos     | %               | +/-   | Deputados | +/-     |
| ----------------------- | ------------------------------------ | --------- | --------------- | ----- | --------- | ------- |
|                         | Partido dos Socialistas da Catalunha | 1 299 733 | 41,00 / 100,00  | 4,83  | 21 / 47   | 4       |
|                         | Convergência e União                 | 1 014 258 | 32,00 / 100,00  | 9,52  | 18 / 47   | 6       |
|                         | Coligação Popular (AP-PDP-PL)        | 361 316   | 11,40 / 100,00  | 3,26  | 6 / 47    | 2       |
|                         | Centro Democrático e Social          | 130 704   | 4,12 / 100,00   | 2,13  | 1 / 47    | 1       |
|                         | União da Esquerda Catalã             | 123 912   | 3,91 / 100,00   | 1,59  | 1 / 47    | Estável |
|                         | Esquerda Republicana da Catalunha    | 84 628    | 2,67 / 100,00   | 1,35  | 0 / 47    | 1       |
|                         | Partido dos Comunistas da Catalunha  | 50 689    | 1,60 / 100,00   | 0,23  | 0 / 47    | Estável |
|                         | Outros                               | 91 320    | 2,87 / 100,00   |       | 0 / 47    |         |
| Votos Inválidos         | Votos Inválidos                      | 40 437    | 1,27 / 100,00   | 0,47  |           |         |
| Total                   | Total                                | 3 196 997 | 100,00 / 100,00 |       | 47 / 47   |         |
| Eleitorado/Participação | Eleitorado/Participação              | 4 636 759 | 68,95 / 100,00  | 11,88 |           |         |

### Ceuta
| Partido                 | Partido                              | Votos  | %               | +/-   | Deputados | +/-     |
| ----------------------- | ------------------------------------ | ------ | --------------- | ----- | --------- | ------- |
|                         | Partido Socialista Operário Espanhol | 10 937 | 45,23 / 100,00  | 0,31  | 1 / 1     | Estável |
|                         | Coligação Popular (AP-PDP-PL)        | 8 788  | 36,34 / 100,00  | 6,47  | 0 / 1     | Estável |
|                         | Centro Democrático e Social          | 1 928  | 7,97 / 100,00   | 0,15  | 0 / 1     | Estável |
|                         | Candidatura pela Autonomia           | 758    | 3,13 / 100,00   | Novo  | 0 / 1     | Novo    |
|                         | Grupo Independente de Ceuta          | 601    | 2,49 / 100,00   | Novo  | 0 / 1     | Novo    |
|                         | Partido Reformista Democrático       | 499    | 2,06 / 100,00   | Novo  | 0 / 1     | Novo    |
|                         | Esquerda Unida                       | 351    | 1,45 / 100,00   | 0,72  | 0 / 1     | Estável |
|                         | Outros                               | 183    | 0,75 / 100,00   |       | 0 / 1     |         |
| Votos Inválidos         | Votos Inválidos                      | 465    | 1,90 / 100,00   | 0,19  |           |         |
| Total                   | Total                                | 24 510 | 100,00 / 100,00 |       | 1 / 1     |         |
| Eleitorado/Participação | Eleitorado/Participação              | 43 230 | 56,70 / 100,00  | 15,59 |           |         |

### Comunidade Valenciana
| Partido                 | Partido                              | Votos     | %               | +/-  | Deputados | +/-     |
| ----------------------- | ------------------------------------ | --------- | --------------- | ---- | --------- | ------- |
|                         | Partido Socialista Operário Espanhol | 993 439   | 47,49 / 100,00  | 5,62 | 18 / 31   | 1       |
|                         | Coligação Popular (AP-PDP-PL)        | 603 231   | 28,84 / 100,00  | 0,28 | 10 / 31   | Estável |
|                         | Centro Democrático e Social          | 183 734   | 8,78 / 100,00   | 6,32 | 2 / 31    | 2       |
|                         | Esquerda Unida                       | 98 352    | 4,70 / 100,00   | 0,05 | 0 / 31    | Estável |
|                         | União Valenciana                     | 64 403    | 3,08 / 100,00   | Novo | 1 / 31    | Novo    |
|                         | União do Povo Valenciano             | 40 264    | 1,92 / 100,00   | 1,04 | 0 / 31    | Estável |
|                         | Mesa pela Unidade dos Comunistas     | 30 087    | 1,44 / 100,00   | Novo | 0 / 31    | Novo    |
|                         | Partido Reformista Democrático       | 27 354    | 1,31 / 100,00   | Novo | 0 / 31    | Novo    |
|                         | Outros                               | 40 857    | 1,94 / 100,00   |      | 0 / 31    |         |
| Votos Inválidos         | Votos Inválidos                      | 56 263    | 2,64 / 100,00   | 0,05 |           |         |
| Total                   | Total                                | 2 137 984 | 100,00 / 100,00 |      | 31 / 31   | 2       |
| Eleitorado/Participação | Eleitorado/Participação              | 2 798 433 | 76,40 / 100,00  | 7,63 |           |         |

### Estremadura
| Partido                 | Partido                              | Votos   | %               | +/-  | Deputados | +/-     |
| ----------------------- | ------------------------------------ | ------- | --------------- | ---- | --------- | ------- |
|                         | Partido Socialista Operário Espanhol | 336 661 | 55,88 / 100,00  | 0,47 | 7 / 11    | 2       |
|                         | Coligação Popular (AP-PDP-PL)        | 161 036 | 26,73 / 100,00  | 2,93 | 4 / 11    | 1       |
|                         | Centro Democrático e Social          | 48 434  | 8,04 / 100,00   | 6,41 | 0 / 11    | Estável |
|                         | Esquerda Unida                       | 23 523  | 3,90 / 100,00   | 0,71 | 0 / 11    | Estável |
|                         | Estremadura Unida                    | 16 091  | 2,67 / 100,00   | 1,68 | 0 / 11    | Estável |
|                         | Outros                               | 13 580  | 2,25 / 100,00   |      | 0 / 11    |         |
| Votos Inválidos         | Votos Inválidos                      | 10 665  | 1,76 / 100,00   | 0,47 |           |         |
| Total                   | Total                                | 609 990 | 100,00 / 100,00 |      | 11 / 11   | 1       |
| Eleitorado/Participação | Eleitorado/Participação              | 829 039 | 73,58 / 100,00  | 6,40 |           |         |

### Galiza
| Partido                 | Partido                                   | Votos     | %               | +/-  | Deputados | +/-     |
| ----------------------- | ----------------------------------------- | --------- | --------------- | ---- | --------- | ------- |
|                         | Coligação Popular (AP-PDP-PL)             | 502 405   | 39,19 / 100,00  | 1,59 | 13 / 27   | Estável |
|                         | Partido Socialista Operário Espanhol      | 458 376   | 35,76 / 100,00  | 2,93 | 11 / 27   | 2       |
|                         | Centro Democrático e Social               | 109 849   | 8,57 / 100,00   | 5,98 | 2 / 27    | 2       |
|                         | Coligação Galega                          | 79 972    | 6,24 / 100,00   | Novo | 1 / 27    | Novo    |
|                         | Partido Socialista Galego-Esquerda Galega | 45 574    | 3,56 / 100,00   | -    | 0 / 27    | -       |
|                         | Bloco Nacionalista Galego                 | 27 049    | 2,11 / 100,00   | -    | 0 / 27    | -       |
|                         | Esquerda Unida                            | 14 614    | 1,14 / 100,00   | 0,41 | 0 / 27    | Estável |
|                         | Outros                                    | 36 985    | 2,89 / 100,00   |      | 0 / 27    |         |
| Votos Inválidos         | Votos Inválidos                           | 24 858    | 1,92 / 100,00   | 0,25 |           |         |
| Total                   | Total                                     | 1 299 682 | 100,00 / 100,00 |      | 27 / 27   |         |
| Eleitorado/Participação | Eleitorado/Participação                   | 2 245 014 | 57,89 / 100,00  | 5,81 |           |         |

### Madrid
| Partido                 | Partido                              | Votos     | %               | +/-   | Deputados | +/-     |
| ----------------------- | ------------------------------------ | --------- | --------------- | ----- | --------- | ------- |
|                         | Partido Socialista Operário Espanhol | 1 054 730 | 40,81 / 100,00  | 11,28 | 15 / 33   | 3       |
|                         | Coligação Popular (AP-PDP-PL)        | 826 206   | 31,97 / 100,00  | 0,29  | 11 / 33   | Estável |
|                         | Centro Democrático e Social          | 360 246   | 13,94 / 100,00  | 9,84  | 5 / 33    | 4       |
|                         | Esquerda Unida                       | 155 932   | 6,03 / 100,00   | 1,05  | 2 / 33    | 1       |
|                         | Mesa pela Unidade dos Comunistas     | 63 928    | 2,47 / 100,00   | Novo  | 0 / 33    | Novo    |
|                         | Partido Reformista Democrático       | 36 709    | 1,42 / 100,00   | Novo  | 0 / 33    | Novo    |
|                         | Outros                               | 61 997    | 2,40 / 100,00   |       | 0 / 33    |         |
| Votos Inválidos         | Votos Inválidos                      | 69 658    | 2,67 / 100,00   | 0,37  |           |         |
| Total                   | Total                                | 2 629 406 | 100,00 / 100,00 |       | 33 / 33   | 1       |
| Eleitorado/Participação | Eleitorado/Participação              | 3 557 928 | 73,90 / 100,00  | 12,06 |           |         |

### Melilha
| Partido                 | Partido                              | Votos  | %               | +/-   | Deputados | +/-     |
| ----------------------- | ------------------------------------ | ------ | --------------- | ----- | --------- | ------- |
|                         | Coligação Popular (AP-PDP-PL)        | 9 082  | 45,94 / 100,00  | 19,51 | 1 / 1     | 1       |
|                         | Partido Socialista Operário Espanhol | 7 048  | 35,65 / 100,00  | 13,34 | 0 / 1     | 1       |
|                         | Centro Democrático e Social          | 2 218  | 11,22 / 100,00  | 3,53  | 0 / 1     | Estável |
|                         | Esquerda Unida                       | 549    | 2,78 / 100,00   | -     | 0 / 1     | -       |
|                         | Partido Reformista Democrático       | 465    | 2,35 / 100,00   | Novo  | 0 / 1     | Novo    |
|                         | Outros                               | 118    | 0,60 / 100,00   |       | 0 / 1     |         |
| Votos Inválidos         | Votos Inválidos                      | 513    | 2,58 / 100,00   | 0,83  |           |         |
| Total                   | Total                                | 19 993 | 100,00 / 100,00 |       | 1 / 1     |         |
| Eleitorado/Participação | Eleitorado/Participação              | 33 330 | 59,98 / 100,00  | 10,52 |           |         |

### Múrcia
| Partido                 | Partido                              | Votos   | %               | +/-  | Deputados | +/-     |
| ----------------------- | ------------------------------------ | ------- | --------------- | ---- | --------- | ------- |
|                         | Partido Socialista Operário Espanhol | 261 922 | 48,85 / 100,00  | 1,91 | 5 / 8     | Estável |
|                         | Coligação Popular (AP-PDP-PL)        | 184 109 | 34,33 / 100,00  | 1,25 | 3 / 8     | Estável |
|                         | Centro Democrático e Social          | 44 724  | 8,34 / 100,00   | 6,42 | 0 / 8     | Estável |
|                         | Esquerda Unida                       | 24 222  | 4,52 / 100,00   | 0,76 | 0 / 8     | Estável |
|                         | Partido Reformista Democrático       | 7 067   | 1,32 / 100,00   | Novo | 0 / 8     | Novo    |
|                         | Outros                               | 11 550  | 2,15 / 100,00   |      | 0 / 8     |         |
| Votos Inválidos         | Votos Inválidos                      | 10 729  | 1,98 / 100,00   | 0,12 |           |         |
| Total                   | Total                                | 544 323 | 100,00 / 100,00 |      | 8 / 8     |         |
| Eleitorado/Participação | Eleitorado/Participação              | 729 041 | 74,66 / 100,00  | 7,83 |           |         |

### Navarra
| Partido                 | Partido                              | Votos   | %               | +/-   | Deputados | +/-     |
| ----------------------- | ------------------------------------ | ------- | --------------- | ----- | --------- | ------- |
|                         | Partido Socialista Operário Espanhol | 97 010  | 35,52 / 100,00  | 2,12  | 2 / 5     | 1       |
|                         | Coligação Popular (AP-PL-UPN)        | 80 922  | 29,63 / 100,00  | 4,04  | 2 / 5     | Estável |
|                         | Herri Batasuna                       | 37 998  | 13,91 / 100,00  | 2,25  | 1 / 5     | 1       |
|                         | Centro Democrático e Social          | 26 106  | 9,56 / 100,00   | 5,44  | 0 / 5     | Estável |
|                         | Esquerda Basca                       | 7 645   | 2,80 / 100,00   | 0,02  | 0 / 5     | Estável |
|                         | Partido Reformista Democrático       | 5 481   | 2,01 / 100,00   | Novo  | 0 / 5     | Novo    |
|                         | Partido Nacionalista Basco           | 4 935   | 1,81 / 100,00   | 3,68  | 0 / 5     | Estável |
|                         | Esquerda Unida                       | 4 244   | 1,55 / 100,00   | 0,83  | 0 / 5     | Estável |
|                         | Outros                               | 6 099   | 2,24 / 100,00   |       | 0 / 5     |         |
| Votos Inválidos         | Votos Inválidos                      | 8 241   | 2,97 / 100,00   | 0,17  |           |         |
| Total                   | Total                                | 278 681 | 100,00 / 100,00 |       | 5 / 5     |         |
| Eleitorado/Participação | Eleitorado/Participação              | 399 278 | 69,80 / 100,00  | 11,53 |           |         |

### País Basco
| Partido                 | Partido                              | Votos     | %               | +/-   | Deputados | +/-     |
| ----------------------- | ------------------------------------ | --------- | --------------- | ----- | --------- | ------- |
|                         | Partido Nacionalista Basco           | 304 675   | 27,82 / 100,00  | 3,91  | 6 / 21    | 2       |
|                         | Partido Socialista Operário Espanhol | 287 918   | 26,29 / 100,00  | 2,87  | 7 / 21    | 1       |
|                         | Herri Batasuna                       | 193 724   | 17,69 / 100,00  | 2,98  | 4 / 21    | 2       |
|                         | Coligação Popular (AP-PDP-PL)        | 114 967   | 10,50 / 100,00  | 1,14  | 2 / 21    | Estável |
|                         | Esquerda Basca                       | 99 408    | 9,08 / 100,00   | 1,39  | 2 / 21    | 1       |
|                         | Centro Democrático e Social          | 54 724    | 5,00 / 100,00   | 3,17  | 0 / 21    | Estável |
|                         | Esquerda Unida                       | 13 690    | 1,25 / 100,00   | 0,50  | 0 / 21    | Estável |
|                         | Outros                               | 20 321    | 1,86 / 100,00   |       | 0 / 21    |         |
| Votos Inválidos         | Votos Inválidos                      | 24 009    | 2,16 / 100,00   | 0,37  |           |         |
| Total                   | Total                                | 1 113 436 | 100,00 / 100,00 |       | 21 / 21   |         |
| Eleitorado/Participação | Eleitorado/Participação              | 1 647 495 | 67,58 / 100,00  | 11,76 |           |         |

### La Rioja
| Partido                 | Partido                              | Votos   | %               | +/-  | Deputados | +/-     |
| ----------------------- | ------------------------------------ | ------- | --------------- | ---- | --------- | ------- |
|                         | Partido Socialista Operário Espanhol | 65 151  | 43,92 / 100,00  | 0,47 | 2 / 4     | Estável |
|                         | Coligação Popular (AP-PDP-PL)        | 58 177  | 39,22 / 100,00  | 2,31 | 2 / 4     | Estável |
|                         | Centro Democrático e Social          | 14 953  | 10,08 / 100,00  | 6,38 | 0 / 4     | Estável |
|                         | Esquerda Unida                       | 2 961   | 2,00 / 100,00   | 0,40 | 0 / 4     | Estável |
|                         | Partido Reformista Democrático       | 2 824   | 1,90 / 100,00   | Novo | 0 / 4     | Novo    |
|                         | Mesa pela Unidade dos Comunistas     | 1 531   | 1,03 / 100,00   | Novo | 0 / 4     | Novo    |
|                         | Outros                               | 1 370   | 0,92 / 100,00   |      | 0 / 4     |         |
| Votos Inválidos         | Votos Inválidos                      | 4 329   | 2,88 / 100,00   | 0,30 |           |         |
| Total                   | Total                                | 151 296 | 100,00 / 100,00 |      | 4 / 4     |         |
| Eleitorado/Participação | Eleitorado/Participação              | 203 604 | 74,31 / 100,00  | 9,79 |           |         |